# Pujato
Pujato, nota anche come Colonia Clodo o Colonia Clodomira, è una città argentina situata nella provincia di Santa Fe e nel dipartimento di San Lorenzo.

## Geografia
Dista 200 km da Santa Fe, 40 km da Rosario e 13 km da Casilda.
È situata vicino alla Ruta Nacional 33.

## Storia

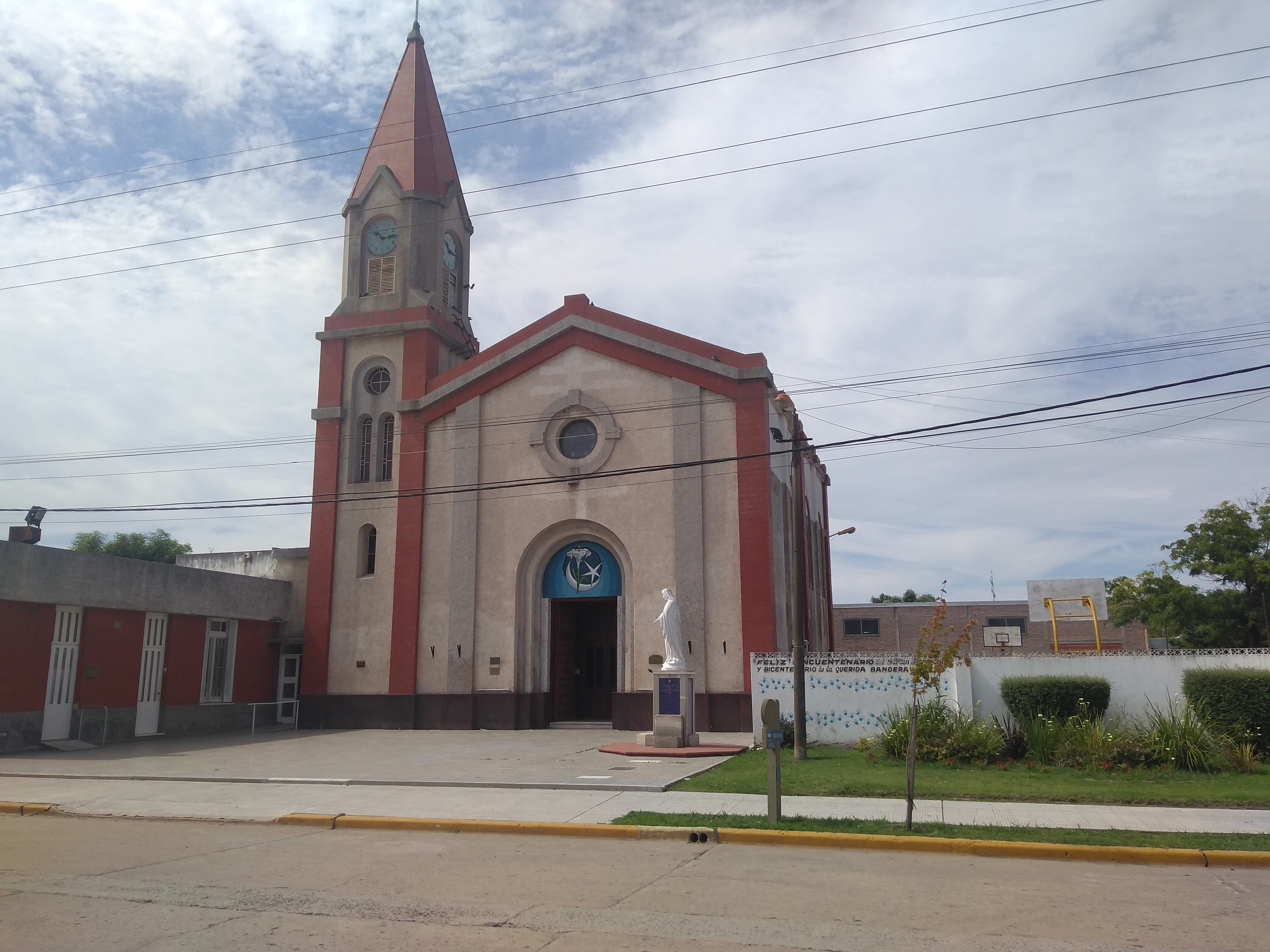
L'Iglesia Nuestra Señora del Rosario de San Nicolás

Intorno al 1833, il governatore Cándido Pujato realizzò le stazioni per inaugurare il ramo ferroviario tra Casilda e Rosario. Per riconoscere la zona, chiamò la prima stazione Pujato, e la gente cominciò a familiarizzare il luogo con quel nome. Nel 1879, Julián de Bustinza fondò la città di Colonia Clodomira, in omaggio a sua moglie, Clodomira Larrechea.
Solo intorno al 1970 il paese è stato definitivamente trasformato in "Pujato".
Pujato è la capitale provinciale del trasporto merci automobilistico da quando è stata istituita dal governo della provincia di Santa Fe (decreto n. 342 del 3 marzo 1972). Tuttavia, il primo Festival dei trasporti si è tenuto nel 1991.
A partire dal 2016, il Transportation Festival si è trasferito nel sito ferroviario per accogliere il gran numero di espositori e di pubblico.

### Curiosità
In questa località è nato l'immaginario eteronimo di Jorge Luis Borges (Honorio Bustos Domecq) autore del libro di racconti di polizia Sei problemi per don Isidro Parodi. Un altro degli illustri cittadini di questo paese è Lionel Scaloni, attuale CT della nazionale di calcio argentina.

## Economia
L'agricoltura era il principale stile di vita dei cittadini e all'inizio degli anni trenta del secolo scorso, iniziarono ad apparire i primi camion carichi di balle di grano.
Dopo circa 150 anni dal primo centro abitato, l'agricoltura ed i trasporti continuano ad essere essenziali per lo sviluppo del paese.

## Geografia antropica

### Quartieri
- Barrio Las Flores
- Barrio Los Mochos
- Barrio Las Ranas
- Barrio Norte

## Monumenti e luoghi d'interesse
- Club Atlético Pujato - Club calcistico locale
- Estadio Matienzo de Pujato - Stadio locale
- Iglesia Nuestra Señora del Rosario de San Nicolás - Principale chiesa cattolica cittadina
- Mural a Lionel scaloni - Murales per omaggiare l'omonimo allenatore
- Parque recreativo Julián de Bustinza - Parco al centro del paese
- Plaza Belgrano - Piazza con parco e ferrovia
- Plaza San Martín - Piazza con parco e un obelisco